# Juan Bustamante Carlos Inca
Juan Bustamante Carlos Inca fue un pequeño comerciante cusqueño y noble inca acriollado de inicios y mediados del Siglo XVIII, muy conocido por haber viajado a Madrid y ser integrado en las Cortes españolas como Gentilhombre de Fernando VI de España gracias a su linaje. Firmando como «el Inga» durante su reinado y en el de Carlos III de España.
También resaltó por haber sido un Genealogista apasionado (sobre todo por su reclamo al Marquesado de Santiago de Oropesa), un experto en Litigios (donde resalto mucho como procurador de indios indefensos, así como por sus ambiciones personales por reclamar más Mercedes) y ser un gran reivindicador político de la Nobleza indígena. Todo ello con ayuda de una formación Autodidacta
Aunque también tiene controversias de haber sido una persona Arribista con las elites criollas, así como por haber sido un esposo abusivo y yerno maltratado.

## Biografía

### Primeros años
Juan Bustamante Carlos Inca nació en 1707 en el Cuzco colonial, como un hijo Doña Juana Valdés y Salas (mujer de la elite criolla intermedia) y de Don Mateo de Bustamante Carlos Inga, los cuales recibían constantemente el trato de Don como señal de respeto a personas de buen origen. 
La familia era miembro de la Clase media virreinal, y realmente no pertenecía a las clases más altas de la ciudad, constituida por las autoridades cívicas y eclesiásticas, los propietarios de ingenios y obrajes, o los grandes comerciantes de los gremios (todos vinculados entre sí por nexos familiares o amicales de una red densa de uniones maritales, y coludidos con los Chapetones, apodo dado a los funcionarios peninsulares de las Reformas borbónicas). Aunque tampoco eran parte de los mestizos del común de la República de indios.
Su primer acto de presencia registrado fue cuando firmó, a los 19 años, el memorial de «los cabos militares, caciques principales y gobernadores y sus descendientes mestizos nobles de este Reyno Peruano», de 1726, que demandaba el acatamiento de un real decreto de 1697 de Carlos II (conocida como cédula de equiparación), y que había sido ratificado en 1725 por Felipe V, el cual autorizaba a los indios y mestizos de ser nombrados para los oficios cívicos y religiosos del Virreinato del Perú. Ello con el fin de politizar las demandas de las castas de indios y mestizos en el Imperio español.

### Problemas intrafamiliares
Juan Bustamante se casaría con Doña Andrea Chirinos de Cabrera, proveniente de una familia de comerciantes criollos de la Burguesía colonial. Sin embargo, la relación en 1734 se deterioraría y quedarían en una separación De facto por su disfuncionalidad. Las tensiones se evidenciarían cuando Don Juan la acusase de Promiscua porque «se a yntroducido a sentarse en el número de las rameras» (acusación muy grave por la violación del santo sacramento del Matrimonio), con el fin de no enviarle rentas. Por otro lado, Doña Andrea (quien fue recluida en el beaterio de las Nazarenas en el Cuzco como castigo) respondería con acusarle de ser una persona abusiva mental y físicamente, mientras que su padre, Don Agustín Chirinos, denuncio a su yerno de tener múltiples deudas sin pagar, logrando enviar a Don Juan a la cárcel secular. Finalmente ambos escaparían de sus prisiones, y Don Juan obtendría una «concesión de esperas» por 5 años para que no se le exija pagar a sus acreedores. Pero por no acumular las firmas suficientes, su suegro lo volvería a mandar a prisión al denunciarlo con el Corregidor del Cusco. Mientras que Don Juan pidió la intervención del Virrey en 1736 para volver a recluir a Doña Andrea en el convento (pues Don Juan sabía que acudir a los superiores de Lima y enfrentar a los jueces cuzqueños era una estrategia efectiva, incluso entre las personas de clases bajas). Finalmente, por orden del Virrey, sería liberado de la cárcel al apelar a la Cédula de 1697, en donde se exigía que un noble indio debía ser tratado igual que un Hidalgo castellano (los cuales no podían ser recluidos en cárceles públicas y ordinarias), a la espera de investigarse su genealogía.
Aunque su suegro Don Agustín le acusó de haber malgastado una dote de más de 4000 pesos de su hija «por haverse empeñado a provar era desendiente de los reyes ingas», lo cual podría haber sido la raíz de todo el conflicto entre ambas familias, ya que Juan Bustamente tenía heredado un litigio (por herencia de Melchor Carlos Inca) debido a que una comunidad de indios ordinarios había ocupado tierras que reclamaba está panaca como suyas y que se ubicarían en una puna arriba de la fortaleza de Sacsahuaman (norte del Cuzco). Los indios plebeyos habían acudido al Corregidor local para evitar una orden de evicción de 1690 por parte de la abuela de Juan Carlos, y para 1730 esa ocupación ya era considerado un Hecho consumado (pero las Leyes de Indias permitían seguir reclamando Ad infinitum, lo cual solo enriqueció a los abogados a costa del dinero de la familia). La abuela de Juan Carlos era clara en su testamento cuando declaró que: «cuidado de que mueba[n] dicho pleyto, que lexítimamente es nuestro, y encargo no lo hechen en olbido supuesto que se ha gastado tanta plata en dicho pleyto».
Por estos motivos del litigio por sus tierras familiares, junto a la orden del virrey de investigar su genealogía, fue que renovaría con una intensa pasión el interés por documentar sus orígenes familiares como noble al descender de los Carlos Inga y Carlos Coya. Por tradición afirmaba ser descendiente de Huayna Cápac, a través de la panaca de Paullu Inca (por descender de su primogénito Carlos Inquilltopa Inga, a través de su tatarabuela Juana Carlos de Esquivel Yupangui Coya, que era una de las 4 hijas de Melchor Carlos Inca, hijo de Carlos Inquilltopa Inga, con su prima doña Francisca Quispesisa), y reclamando los privilegios que Carlos I de España otorgó en las Reales Cédulas del 1 de abril de 1544 y el 8 de mayo de 1545 por los servicios de Paullu en la Conquista del Imperio incaico del lado de los Conquistadores españoles, así como un fallo del Consejo de Indias a favor de su tatarabuela y sus hermanos que estuvieron en litigio con la esposa de Melchor Carlos Inca, doña María de Silva, por la herencia de los privilegios. Bustamante incluiría en su memorial unas docenas de documentos relativos a la familia Carlos Inga, cuyos miembros se documentaba descendientes de Paullu.

### Viaje a la Corte del Rey de España
Al estar acabando el plazo de espera por sus deudas (que eran muy grandes), empezaría a considerar un modo de escapar. La oportunidad se presentaría en 1739, cuando se dio la Conspiración de Oruro de 1739, que consistía en una intentona de rebelión liderada por Juan Vélez de Córdova (Juan Carlos Bustamente habría tenido correspondencia con él, pidiéndole que desista de rebelarse). Ante ese contexto, decidió pedir un pasaje a la Corte y viajar a España para representar los intereses de los indios plebeyos y sus reclamos. Sin embargo, debido a la Guerra del Asiento, demoraría 6 años en llegar a Europa, debido al peligro de la Marina Real británica atacando a los barcos españoles en las Indias Occidentales. En ese lapso de tiempo radicó en Cartagena de Indias, del Nuevo Reino de Granada, donde organizó sus documentos para defender los derechos de sus tierras familiares ocupadas. Finalmente arribó a Cádiz en 1746, en un contexto oportuno, pues estaba por fallecer Felipe V de España, lo cual hizo que Fernando VI de España estuviera en la necesidad de desarrollar una nueva Corte. Fue así que Juan Carlos Bustamante Inca fue nombre Gentilhombre de boca del Rey el 7 de agosto de 1747, recibiendo por tanto un oficio de gran prestigio (con un saldo de 2000 pesos), además de que el Rey fallo a su favor en las múltiples demandas que presentó (incluida el litigio de las tierras), lo cual sería una gran noticia en la sociedad virreinal peruana en pocos meses.
Los éxitos de Don Juan Carlos Bustamante Inca ofrecieron un excelente augurio entre los indios y mestizos (sobre todo a los nobles) para sus propias pretensiones y demandas, felicitando a su «hermano» o «primo», mientras que algunos funcionarios criollos se sintieron desdichados por el buen trato que tuvo su inferior social en las cortes, pero igual todos los altos mandos españoles se unieron en felicitarle. A su vez, el Rey de España desarrolló un interés por conocer la situación social de los descendientes de los incas, por lo que en una real cédula del 18 de febrero de 1748 ordenó que se realizara una investigación secreta, presidida por el virrey José Antonio Manso de Velasco, para saber las condiciones de vida entre los incas nobles sobrevivientes (mientras que Bustamante Inca comunico esto en anotaciones marginales). Para ello pidió que los nobles incas enviara probanzas de nobleza, en el que se debían incluir varios retratos pictóricos.

"...en que venian los yngas pintados en su traje antiguo, de los pechos arriba, en las cabezas la borla colorada, en las orejas, orejeras, y en las manos sendas partesanas, todo lo qual refirio el referido Garcilaso a los dichos Dn. Melchor y Dn. Alonso, que se hallaban en Valladolid, explicando los que se contenian en cada generacion y sacando por suma el numero de 567 personas, todas descendientes por linea masculina. Os ordeno y mando juntamente me informeis de todos los descendientes de los ingas que existen en esas provincias, haciendo para ello secretamente las posibles diligencias, para inquirir quantos son, en donde residen, y de que privilegios gozan, a fin de verificar si en virtud de la instancia que hicieron en el citado año de 1603 como refiere el expresado Garcilaso, se les dieron algunas exempciones, si se les guardan y como viven al presente; lo qual executareis en la primera ocasion que se ofrezca, por lo mucho que conviene este informe a mi Real Servicio"
Carta del Rey de España, Felipe VI, al virrey del Perú, Manso de Velasco, del 18 de Febrero de 1748 (Madrid).

"Su Magestad […] mandó al señor virrey de Lima que secretamente le informase los existentes ingas que hubiesen en los reynos del Perú, con indibidualidad de quántos, dónde residían y de qué pribilegios gosaban. […] Como la orden de Su Magestad fue secreta […], entendieron con equibocasión que directamente mandaba Su Magestad aberiguasen si yo hera ciertamente inga, como lo tenía representado por línea recta y lexítima […], con cuya equibocación lo sintieron tanto que todos generalmente se conmobieron de la ynjusticia que suponían se practicaba en mi contra. Y escribieron dibersas cartas a Su Magestad, en común y cabildo, todos los casiques y nobles yndios, como constan. Y a mí también me han escrito, y uno de ellos es el dueño de esta carta, equivocándose."
Carta de Juan Carlos Bustamante Inca a Antonio Chaihuac Cassamusa

#### Pretensión al Marquesado de Oropesa
Sin embargo, las ambiciones de Juan Carlos no acabarían aquí, puesto que para el año 1741 había fallecido María de la Almudena Enríquez de Cabrera y Almansa, la V Marquesa de Santiago de Oropesa (y última, pues tras quedar extinta la Casa de Borja-Loyola Inca, el título quedaría retenido por la Monarquía Española hasta 1982). Por tanto, Don Juan buscaría reclamar la herencia de dichoso marquesado (de gran importancia por ser un feudo autónomo dentro del Virreinato y que correspondía a los herederos directos del Imperio incaico), apelando que era el siguiente en la sucesión por descender de Paullu Inca, quien era uno de los hermanos de Manco Inca (que era el fundador de la panaca de los Incas de Vilcabamba, al quienes le correspondía este marquesado). Sin embargo, la monarquía rechazo sus reclamos porque exigían que la herencia sea bajo la condición de ser descendientes de Ana María de Loyola Coya [I Marquesa] o sería una usurpación a los legítimos herederos del trono de los Emperadores del Perú (aunque secretamente, los Borbones españoles simplemente no querían ofrecer el Marquesado por Razón de Estado, pues atentaba contra su noción Absolutista y Regalista de la soberanía del estado español; además del miedo a que algún heredero buscara restaurar el Tahuantinsuyo y negara el Translatio imperii a los monarcas españoles, razón por la que hasta los Habsburgos españoles les tenían en un exilio dorado en Europa).

"sí, solamente el maiorazgo antiguo y estado de Oropesa, que es lo mismo que una gota de agua respecto del mar y un grano de mostaza a un troje o depósito de ella. Así pues, debemos de entender que haviendo sido mis reales pasados dueños y señores lejítimos de aquel imperio del Perú, que comprehende más de 2M leguas, que al presente domina[n] dignamente por la piedad y permisión de Dios los señores católicos reies de España, por la cesión y renuncia que hicieron mis padres, abuelos y tíos abuelos; nos contentamos con la gota de agua y grano de mostaza del corto recinto de dicho estado y maiorazgo de Oropesa, que no tiene de circunbalación de tres a quatro leguas en los quatro lugares que ay, como es notorio. [Comentario al margen:] Yo, como natural del Cuzco, he visto y andado todos los lugares que compone este estado de Oropessa."
Juan Bustamante Carlos Inca, AHN, Consejos, 20161, Pza. 16, f. 2.

A su vez, el fiscal del Consejo de Indias adujo que había defectos en las formas del reclamo de Juan Carlos, declarando que los documentos eran «traslados de traslados de traslados», mientras acuso su demanda de «impertinente» y «antojadiza». Finalmente se le ordenó «perpetuo silencio», término usado para cesar procesos de apelación, aunque dando pie a que nuevos nobles incas hagan reclamaciones. Aquello fue en parte un truco con aires de justicia, pues en el fondo la Monarquía era consciente de los cientos de nobles incas descendientes de la Casa real incaica, y que solo el marquesado lo ganaría quien logre probar estar por encima de entre todas las panacas herederas de Huayna Cápac, un reto casi imposible (mientras que oficialmente la Corona declaró extinta a la lineal real de los Sapa Incas que empezó con Manco Cápac). Sin embargo, las debilidades más importantes del reclamo de Juan Carlos eran las de descender hijos ilegítimos de Melchor Carlos Inca (su tatarabuela Juana Yupangui, que empezó como Hija bastarda), y que proviniera su linaje inca de mujeres (que no anulaban sus derechos, pero lo ponían detrás de la lineal de sucesión incaica, que privilegiaba a los varones), aquello fue ejemplificado por el fiscal al declarar que su tía abuela (doña Francisca) tenía preferencia por sobre su hermana (doña Gabriela, la abuela de don Juan Carlos Bustamante Inca) en la línea de sucesión para heredar el patrimonio de don Melchor, por lo que Juan Carlos no podía reclamar el Marquesado a través de los derechos su abuela.

"Y porque es también ineficaz y aun impertinente al asumpto la información que se supone hecha en el año de 1693, a pedimento de doña Francisca Mejía Carlos Coya, para justificar, que hera hija de Fernando Mejía de Estela y doña Agustina Carlos Quispicisa [Quispesisa], y que esta lo fue de la referida doña Juana Yupangui, hija natural de don Melchor Carlos Inga; pues de los tres testigos que se examinaron, aunque contestan todos en el conocimiento de la referida doña Francisca Mejía, dos deponen de oydas vagas y uno, aunque dize sabe que es hija de los referidos Fernando Mejía de Estela y de doña Agustina Carlos Quispicisa, y que como viznieta de don Melchor Carlos Inga hera subcesora en todos sus derechos y acciones, no da razón alguna de su derecho, y solo prueba contraproducente la exclusión de doña Gabriela Mejía, de quien pretende deribar su derecho don Juan de Bustamante. Pues habiendo subcedido doña Francisca Mejía en todos los derechos y acciones de don Melchor Carlos Inga, como depuso este testigo, no es dable que haya tenido parte en ellos doña Gabriela, causante de don Juan de Bustamante, y por consiguiente comprueba su exclusión […]. Además que la referida doña Francisca Mejía no se incluie en el árbol que se presenta; y el apellido de Quispesisa, que atribuye a doña Agustina, su madre, no combiene con el de doña Agustina Carlos Esquibel Coya Inga, con que se propone está en el árbol como segunda abuela de don Juan de Bustamante, cuia bariedad por sí sola bastaba para imbalidar este documento, quando no padeciera los demás bizios i nulidades que se le notan."

Juan Carlos Bustamente Inca seguiría reclamando en 1752 y 1764. Incluso quiso publicar una obra llamada «Defensa, calificación y prueba clara de la Justicia y Dios que lo asisten a la posesión y goce en propiedad del mayorazgo antiguo y estado del marquesado de Oropesa», pero se le fue denegada la licencia de publicación, pues era inconveniente que el público poco especializado lo leyera, por poder iniciar una fuerte polémica. La censura no fue tanto por el miedo del estado español a otorgar el marquesado a quien pudiera demostrar su herencia hipotéticamente, si no a que surgieran caudillos y abogados queriendo usurpar tales derechos aprovechando el predecible furor que eso pudiera generar en la sociedad (y con ello, posibles levantamientos antiespañoles en defensa de incas advenedizos, o una ola de falsificaciones de documentos entre la nobleza peruana que solo provoque la corrupción de la burocracia virreinal).
Durante este proceso, surgieron tramas entre los criollos del Cuzco (sobre todo los que fuesen más poderosos que Bustamante), buscando desarrollar ante el rey una representación distorsionada de Bustamante Inca para descarrilar su prestigio, denunciando que con su reclamo al Marquesado estaba violando las reglas de precedencia, apelando estos que sus alegatos genealógicos eran falsos. En el fondo era una campaña de desprestigio a sus pretensiones de Bustamante Inca (incluyendo las que buscaban la justicia social de los indios).
Por otra parte, a fines de 1750, cuando Bustamante Inca presentó su memorial, se esparció el rumor de que había logrado acceder al Marquesado, lo cual aumentó la ola de cartas (llegando a recibir correo de su esposa Doña Andrea, pese a los muy malos términos en los que quedaron) y se advirtió que podría estar ganándose la hostilidad del corregimiento de Urubamba (que buscaba apoderarse de las tierras del marquesado, sobre todo con Manuel de Lobatón), además de proponerse al canónigo Álvarez de Adriasola para administrar las ricas tierras de Oropesa a su nombre.

#### Correspondencia e Impacto Social
Por otra parte, Juan Carlos Bustamante Inca realizaría favores a sus parientes, a indios ordinarios y nobles, a clérigos, a funcionarios virreinales, etc que le escribieran con el fin de que sea intermediario con el Rey de España. Fue así que terminaron llegándole cartas no solo del Reino del Perú, sino también del Reino de México o el Reino de Nueva Granada, demostrándose la gran voz y fama que había recibido en todas partes del Imperio español. Resaltaron misivas del virrey José Antonio Manso de Velasco, el arzobispo de Lima, el obispo de Cartagena, el marqués del Moscoso (noble criollo que lo consideraba su "paisano"), el noble cusqueño Juan Camacho Inga (no era su familiar, pero lo trataba como "primo"), el noble chimú Pedro Santos Sucuten (cacique de los valles de Trujillo), Francisco Sachun Quirós y Asabache (noble indio de la costa norte y capitán del Ejército Real del Perú), Isabel de San José (monja y noble india de Lima),  Domingo Ucho Ampuero Inga (oficial realista y padre de Dionisio Inca Yupanqui), etc. Tuvo que realizar 2 cuadernos archivando los montones de solicitudes que recibió (el primero relacionado con sus pretensiones personales, el segundo relacionado con acciones cortesanas para causas mayores). Debido a la correspondencia con nobles indios o funcionarios y sacerdotes criollos, se mantendría al tanto de los acontecimientos que sucedían en su tierra natal, mientras recibía constantes cartas felicitándole por sus proezas diplomáticas en Madrid.

«[El] Cabildo y regimiento de yndios de esta ciudad de Lima por sí y en nombre de todos los demás yndios de este reyno peruano (...) [expresan] singular alborozo y alegría por saber que uno de esta humilde y desbalida nación haya merecido que la Magestad Cathólica le haya premiado»
Juan Camacho Inga

«[Yo] descendiente del gran chimo, rey que fue de los valles de Trujillo antes
que le emperara mis reinos pasados los yncas emperadores (...) [celebro la noticia de haberlo el rey] tanto favorecido y honrado a vuestra señoría con la inmediata asistencia a su real persona (...) [lo cual había] causado una suma, exesiva y general alegría a toda nuestra novilísima y humilladísima nación (...) [habiendo 3 reacciones:] suspensos unos al gozo, otros de la duda y los demás, que lo contradicen, y aun parece quisieran desacerlo»
Pedro Santos Sucuten (16 de noviembre de 1748)

«Los indios todos de la Ciudad de los Reyes Lima dan las gracias a Su Majestad por las honras hechas a su parte don Juan Carlos Bustamante Inca, y en nombre de toda la nación va don Francisco Mangualu Zevallos, comisario que fue de las fiestas reales»
Cabildo de Indios en Lima (Noviembre de 1748)

«lo que he hecho en beneficio de vuestra merced desde que salté en Piura hasta que llegué a esta ciudad de La Paz: venir publicando los asensos y privilegios que el rei mi señor ha consedido a vuestra merced en atención a su real sangre y sus buenos prosederes, de lo que en Lima los señores oidores, canónigos y el señor birrey, a quien se lo conté, quedaron mui asombrados. Y desde que estoy en esta ciudad son innumerables las cartas que he resevido de distintos ecleciásticos queriendo embiarle a vuestra merced sus poderes, de lo que me he alegrado ynfinito.»
José Álvarez de Adriasola, 1749

Los éxitos de Juan Carlos Bustamante Inca propiciaron que el Cabildo de Indios de Lima quisiera enviar a España a Francisco Mangualu Zevallos (comisario de las fiestas reales por la coronación de Fernando VI en 1746) con el «fin de conseguir algún beneficio a esta nación, y parece que en ningún tiempo mejor que en este», aunque tal viaje fue saboteado por las autoridades coloniales. Aun así, las buenas noticias de Bustamante Inca solo aumentarían el fidelismo a la Corona Española entre los indios, los cuales intensificaron su consciencia política (influyendo también las ideas del reformismo de Calixto de San José Túpac Inca, con quien tenía correspondencia Bustamante Inca), con la creencia de que las cosas mejorarían de enviar expresiones de fidelidad a los monarcas españoles, quien ya había honrado a uno de los suyos (pese a que Bustamante Inca fuera Castizo). A su vez, cuando se empezaron a enojar por la lentitud de las reformas prometidas debido a la corrupción política, le echaron la culpa del mal gobierno a algunos grupos de funcionarios criollos y peninsulares por sus trabas en implementar las Reales Cédulas que Fernando VI emitía a favor de los indios; mientras que el Rey Español, o Inca Católico, tenía un aura paternalista de intachabilidad, por el cual era inconcebible culparle de los males del Virreinato (nunca cuestionándose la soberanía legítima del Reino de España en sus tierras ni su sistema institucional, solo exigiendo el cumplimiento efectivo del Pacto colonial frente a malos burócratas). 

«ha llegado igualmente a nuestra noticia como se han despedido de ese supremo Consejo varias zédulas reales a fabor de yndios, y si es cierto, solo la noticia emos percibido y no dichas zédulas, aunque es verdad que esto no es nuevo porque de hordinario se bizian y pierden quando es a fabor nuestro»
Cabildo de Indios en Lima (16 de noviembre de 1748)

«Los indios todos de la Ciudad de los Reyes Lima dan las gra[cia]s a Su Magestad por las honras hechas a su parte don Juan Carlos Bustamante Ynca, y en nombre de toda la nación ba don Francisco Manchualu [Mangualu] Zevallos, comisario que fue de las fiestas reales»
Cabildo de Indios en Lima (16 de noviembre de 1748)

«[saludos a Fernando VI de España] nuestro rey, nuestro monarcha, nuestro emperador, nuestro señor, nuestro ynca, y nuestro padre amador de los pobres que era el mayor, más glorioso y augusto blasón que daba la antigüedad de nuestros pasados a sus soberanos».
Cabildo de Indios en Lima (16 de noviembre de 1748)

En medio de esta desdicha, guardo en la memoria y papeles la antigüedad de mi esclarecido origen, que es el gran Chimú, rey, curaca, soberano que fue de estos valles del Perú, el qual papel representé al vibo en el paseo grandioso de las solemnísimas fiestas que nuestra nación celebró en esta gran ciudad de Los Reyes de Lima a la coronación gloriosa de nuestro invicto emperador, muy amado rey y deseado señor don Fernando el Sexto, y con la mayor, plausible, ostentosa y posible pompa a mi lealtad y a la de toda la nación, como se verá, queriendo Dios, en la relación de dichas fiestas.
Pedro Santos Sucuten

"Y aviendo sido yo electo enbajador de los reyes hingas, y después del número de los reyes, no me nació sino dedicarme al cuidado de adornar a la persona que salió en un ermoso carro, asiendo a la rial persona de mi señora la reyna, que Dios por dilatados siglos guarde para nuestro anparo, como se está para remitir hinpreso para esa corte."
Francisco Sachun Quirós, 20 de noviembre de 1748

Tales expectativas altas intensificarían también los descontentos (expresado en la alta politización de su correspondencia indígena), lo que incremento la tasa de Protestas y rebeliones del siglo XVIII en el Virreinato del Perú entre los indios, empoderando facciones más rebeldes que reformistas (bajo la consigna "Viva el rey, muera el mal gobierno"), como la rebelión abortada de 1750 en Lima, la rebelión de Huarochirí de 1750, el manifiesto del bajo clero en Planctus Indorum Christianorum in America Peruntina, o la insurrección de Juan Santos Atahualpa. Todo parecería indicar que los desórdenes en Perú de 1750 fueron causados accidentalmente por su estadía en España, pues el volverse el centro de discusión de la época por sus victorias en la Corte con sus reclamos, también abriría un abanico de discusiones sobre temas sociales a reclamar directamente al Reino, sea a través de él o por iniciativas alternativas (incluida las insurrecciones).
Entre las múltiples peticiones que recibió, se pueden constatar las siguientes:
- Reclamos del noble indio, Francisco Sachun Quirós y Asabache (capitán en el Ejército Real del Perú): Quejas de 1748 por malos pagos (mencionando a indios que trabajaban sin paga patrullando ciudades de españoles) y discriminación de parte de sus pares criollos y peninsulares (quienes tenían más facilidades para ascender de rango, siendo usualmente capataces) en el ejército real. También denunciaría a los "malos corregidores" que con sus Repartimiento de indios y de mercancías perjudicaban la autoridad de los curacas, en específico denunciaba a los de Calca, Huamanga, Lambayeque y Cajamarca (en esta última ciudad hubo perjuicios graves hacia un cacique, don Agustín Caiguaraico, quien había sido «arr[u]ynado y bendido injustamente sus asiendas por el marqués del Moscoso»). Aunque debe anotarse que el especificaba en la figura del «corregidor malo» (el blanco Chapeton en la retórica dieciochesca referido a los «indios miserables»), lo que hacia entrever la existencia de buenos corregidores.
- Reclamos de la monja y noble india, Isabel de San José (única carta registrada proveniente de una mujer): Solicitud, en nombre de los caciques de Lima y la Iglesia de Nuestra Señora de Copacabana, para que el Beaterio sea elevado a Convento, con base en la cédula de equiparación de 1697. También se quejaban de la falta de Clausura monástica en su iglesia de indios (en contrasto con las de españoles), de falta de financiación (pidiendo que se les de bienes y tierras para rentar) y de malas condiciones económicas (alimentándose con «unos frijoles, que los sasonaba la salsa de la necesidad, y tres o quatro panes»). Aunque podrían haber presentado exageraciones en las autonombradas «nosotras pobrecitas yndias» (típico de la literatura picaresca colonial) para llamar la atención rápidamente del gobierno, puesto que eran la principal casa religiosa de indios en todo el Perú.
- Pedidos del noble inca Pedro Pablo Quispe Puma Inga (teniente en el Ejército Real del Perú, sirviendo en el Terremoto de Lima de 1746): Solicitud para ser liberado de la real cárcel de corte, donde había sido apresado por robo, pero que el argumentaba que estaba recluido injustamente por culpa de las provocaciones de «una muchacha yndia tributaria», diciendo que fue una venganza de Josefa de Herrera y su hija Luisa de Estrada (que había sido rechazada por Pedro, arguyendo que no quería estar casado por falta de madurez). Si no pudiera ser indultado, pedía que se le de una licencia para trasladarse a España, o se le ofrezca abogados para defenderse, y una compensación económica de perder su libertad (no solo por ser cacique, también por servir en el regimiento de indios).

- Pedidos de fray Matías de San Ignacio (religioso y defensor de indios): Solicitud para conseguir una licencia para trasladarse a España y enviar documentos a las Cortes, referido al interés de los caciques de Lampa, Azángaro, Zicacica, Paruro, Aymaraes y Abancay.

«para pasar a esa corte y comunicar con Su Magestad, por mano de vuestra señoría, varias cosas pertenecientes al real servicio y en beneficio de estos reynos»

- Reclamos de Francisco Mangualu Zevallos de Colan (diputado nombrado por los caciques de Lima): Solicitud del 7 de junio de 1749 (en Buenos Aires) para que la Monarquía Española conceda el derecho a viajar libremente a la Península para besar las manos del monarca, ósea, el derecho para comunicar sus quejas de la República de indios ante el Rey directamente y con financiación del estado (sin los inconvenientes de las trabas de funcionarios españoles por la falta de licencia o de fondos monetarios). También comunico su malestar (y causa directa de está carta) por el hecho de que el reverendo Manuel de Antecha le impidió el viaje hacia España cuando hizo una escala por el Río de la Plata, con la excusa de que estaba recién casado y tenía una obligación de acompañar a su esposa, y aprovechándose de su falta de dinero para costear el viaje de manera personal, lo que se interpretó como un intento de represión por parte de funcionarios blancos corruptos a través de grandes intrigas políticas.
- Reportes del noble cusqueño Santiago Gualpa Mayta Inga (capitán en el Ejército Real): Informaciones de Octubre de 1749, comunicando el fracaso del viaje de Cevallos, junto a la existencia de intrigas políticas de gachupines que eran dirigida directamente contra Bustamante Inca. Aunque Juan Carlos Bustamante Inca respondió que esto último era un malentendido sobre la real cédula del 18 de febrero de 1748 (al respecto de investigar las condiciones de vida entre los descendientes de los reyes incas). Sin embargo, Santiago Gualpa afirmaría que los indios reaccionaron ante estas noticias con el envío de un representante propia ante el Rey para comunicar de estas artimañas percibidas contra su persona. Finalmente cerro la carta con un resumen de su vida y estatus actual.

"No ha quedado esto así solo, sino que […] [se] pasó [a] hazer huna ynformasión en la ciudad del Cuzco, nuestra patria, precisando a la debilidad flaca de los naturales de ella, en que se dize que declaran o no conozer a vuestra merced, o que vuestra merced a supuesto la noblesa que no tiene, con otros capítulos denigratibos con que despersonarlo"

Yo soi nasido en el Cuzco, y e benido a esta ciudad de Lima rodando, como andamos todos, y precisado de nesesidades; trabajo para mantenerme, y tengo el nombre de capitán de la compañía de la ynfantería del Cuzco, que no es de onor ni de logro, sino de nombre y de trabaxo, como son todas, sin ningún sueldo, governando sobre nuebe obispados. Y estamos trabaxando las faxinas del presidio del Callao, que quedó arruinado del todo con el terremoto que padesió hesta ciudad el año de 1746 a 28 de octubre.

- Reportes de Rodrigo Mateos Gago (24° elector de Nuestra Señora de Copacabana) a Juan Ladrón de Guevara (Apoderado de los indios de Lima y el Perú): Información de que un religioso de la Iglesia de San Francisco de Asís, motivado por pena de los padecimientos de los indios, iría a desarrollar un informe de la situación social ante el Rey de España. También sobre las denuncias de los indios limeños sobre la existencia de una conspiración gachupín contra Bustamante Inca, pero agregando detalles de que habrían indios plebeyos cusqueños apoyando a los españoles corruptos (haciendo declaraciones extremas de acusar a todos los blancos de Perfidia contra la nación de indios.

"se tiene por noticia cierta de que los poderosos de este reino del Perú [peninsulares y criollos], quienes siempre decean estén en abatimiento los que provienen de yndios, aunque sean de los del estirpe de los ingas, reyes que fueron de estos dominios; pues se dice que estos dichos poderosos an procurado aser aberiguasión de la prosapia del referido señor don Juan de Bustamante (...) Y creo an echo declarar en el Cusco a barios yndios de aquellos contemplativos y aduladores de los poderosos, y de otros de menos capacidad y adbertencia y cristiandad, para con esta ymformasión quitar de la gracia de Su Majestad al expresado señor don Juan de Bustamante, diciendo que no es tal decendiente de los ingas."
Rodrigo Mateos Gago

- Reportes del noble indio Antonio Chaihuac Cassamusa (estudiante de derecho en escuelas jesuitas): Información de las conspiraciones españolas contra Bustamante Inca, advirtiendo de que su fracaso en España sería el fracaso de las aspiraciones de toda la República de indios. A su vez comunicaba un resumen de su vida como estudiante que aprobó cursos de Latín, Teología y Artes liberales, junto a sus aspiraciones profesionales de ser Abogado en la Real Audiencia y defender la causa india, como de viajar a España para también presentarse en las Cortes y obtener más mercedes por su linaje noble y logros (junto a un fuerte deseo por servir al Rey de España). También anhelando recibir su protección de Bustamante Inca en las Cortes en caso de lograr su licencia para ir a España, mientras expresaba un mensaje de que no había conflicto alguno entre la búsqueda del éxito personal de un noble para conquistar estatus con el de la búsqueda del avance colectivo de los indios como cuerpo corporativo (de hecho, ambos fines estaban conectados y eso explicaría la ardua defensa de nobles peruanos a Bustamante). Se sabe que Fray Calixto de San José lo recomendó para tener un pase a la corte.[14]

«vuestra merced estará [...] a la mira en sus defensas [...], porque si así no
lo ase [...], se pierde siertamente i, en su consequencia, toda la nación (...) me [he] alegrado entrañablemente de averme enterado de su noble nacimiento y que benga vuestra merced del mismo real tronco de donde io desciendo (...) y después pasar a esa corte a rondar fortuna y representar mis méritos personales y los de mis projenitores, a que soi acreedor, echos en servicio de la real corona, que este a sido siempre el objeto de mi trabajo literario»

- Pedidos del noble indio Juan Luján Collas Guamancapac, y su hijo Blas Antonio Collas Guamancapac: Solicitud de apoyo con base en quejas hacia el corregidor local (Bartolomé de Silva), al que denunciaba de haber embargado ilegalmente sus bienes debido a deudas que correspondían a su tío (anterior cacique). Le comunicó Juan que andaba trabajando en las minas, mientras envío a su hijo con su abuelo en Lima para que le enseñe a socializar, a leer y a escribir. Finalmente pedía que Bustamante Inca use sus influencias para ascender a su hijo Don Blas, cacique de Atun Guaylas, en el ejército real, pues era un simple Maestre de campo.

«[que Bustamante] se sirva pulsar si al expresado don Blas, por raçón de mi empleo, puedo nombrar [...] sargento maior para el dicho presidio del Callao»

- Reclamos del noble elector del Cuzco, Nicolás Jiménez de Cisneros Sahuaraura Inga[15] (hermano de Juan Carlos Bustamante Inca e integrante del Ejército Real): Pedidos de que Bustamante Inca se encargue de dar soporte económica a su madre, quejándose de que atendía más a su esposa. Así como solicitar la intervención de Bustamante en un conflicto entre «nobles de las ocho parroquias» del Cuzco contra el juez de naturales, Joaquín Farfán de los Godos (criollo de élite), en la defensa de sus Fueros contra la intromisión del juez de naturales en sus asuntos (que según la nobleza incaica, tenía jurisdicción en los indios tributarios solamente). Finalmente, el Rey emitiría una Real Cédula que ordenaba al Virrey del Perú a que investigue los sucesos.
- Reportes del noble elector del Cuzco, José Tamboguaso Inga (cacique de Taray, Pisac y San Salbador): Notificación de que su hijo, José Joaquín Tamboguaso, había viajado a España con documentos de denuncia al Rey «para que […] se compadezca y apiade de los miserables yndios […] en quanto a las extorsiones que padecemos», en contra del corregidor y el cura del pueblo, junto a una propuesta de recaudar los tributos directamente a la Caja real de Lima y no al corregidor.
- Pedidos de los caciques neogranadinos, José Adrián de Rivera (cacique de Tolu viejo) y Juan Simón Urgel de la Cruz (cacique de Bogotá): Solicitud de apoyo en sus pedidos de Mercedes. Bustamante Inca escribiría dichos pedidos al Rey de España.

"Digno es de atención que distando Santa Fe y su gran Bogotá 150 leguas al Cuzco, mi patria, llegase a su noticia quién soy, y mis sircunstancias, con lo qual se prueba la notoriedad, fama y vos pública que consta la identidad de mi persona aun en reino estraño, como es el Nuevo Reino de Granada."
Juan Carlos Bustamante Inca

- Reclamos del cacique novohispano, Diego de Torres Vázquez Guapoltoche: Quejas de que monjas españolas de clase baja, (desde 1740, año en que las empezaron a admitir), se habían apoderado de un convento franciscano que fue fundado específicamente para las indias, acorde a la cédula de equiparación.
- Reportes del noble indio Joseph Cayo Topatito Atauchi Yncayupangui (intérprete de la Real Audiencia de Lima): Informaciones del 25 de diciembre de 1751 sobre la fracasada Rebelión de Huarochirí capitaneada por Francisco García Jiménez, diciendo que fue producto de una conspiración fallida en Lima, de la que Francisco Inga fue parte, pero que cuando el teniente lo iba a apresar, habría hecho tocamientos indebidos a su mujer, haciendo que el cacique y los indios a su servicio se amotinaran. Mientras trata de defender el honor de los indios como súbditos leales del Rey de España (minimizando la rebelión por sus pocas bajas), pidiendo a Bustamante Inca que diga «la verdad desnuda» se oponga en la Corte a la narrativa de los criollos sobre el evento (quienes querían darles la imagen de una comunidad infiel que merecería un castigo de la Monarquía con darle más poder político a los españoles de clase alta para castigar a las clases bajas indisciplinadas).

«todo esto se ajuntó para que los yndios pasasen a la casa de dicho teniente y corregidor en una mañana; y allándose hasta veinte personas de ellos, tubieron su refriega de una y otra parte. Huvo mortandad, donde peresió el teniente corregidor, jues de residensia y escribano, y el número destos muertos fueron catorse (...) muchos que habrán escrito sobre esta materia, y creo que los más abrán incriminado culpando en el todo a esta pobre nasión de desleales, no ciendo así»

- Reportes del noble indio Francisco Mangualu Zevallos (diputado nombrado por los caciques de Lima): Informaciones del 8 de enero de 1752 con preocupaciones sobre la reputación que tendrían los indios ante la Corte española por culpa de la Conspiración de Lima, así como su propia reputación personal (debido a que algunos funcionarios criollos querían echarle la culpa de la Rebelión de Huarochirí por su intento de viaje a España), lamentando que todo sería un castigo de Dios a los indios por «nuestras culpas» y que los rebeldes murieron por ser soñadores con malas creencias. También deposita su esperanza en Fray Calixto de San José Tupac Inca por entregarle personalmente al Rey su libro de Representación Verdadera y Exclamación Rendida (donde denunciaba mucha de las aflicciones de los indios ordinarios), mientras critica las ideas revolucionarias como falsas esperanzas que hacen perder vidas en vano.

Y bolbiendo yo a mis cuidados, solo con la esperansa de la esclamación que
llebó el hermano Calisto, pues tantos pasos como me a costado asta ponerlo en el estado en que se alla, pues aviendo tantos yndios de tanto lustre en esta ciudad, no tubieron ánimo para darlo a la estampa; asta aver llegado a mis manos, como testifica el dicho hermano Calistro [sic] oy se alla en la corte

- Reportes del noble indio Francisco Sachun Quirós y Asabache (capitán del ejército realista): Informaciones de los hechos de la crisis de 1750, declarando que los rebeldes tuvieron un justo castigo y que eran «los más rústicos de este reyno como lo testifica el claro y mal pensamiento que tubieron en sublebarce», menospreciando a sus miembros como personas viles.
- Reclamos del noble chimú Pedro Mora Chimo (hermano de Vicente Mora Chimo): Quejas de que las autoridades españolas de Valparaíso (Capitanía General de Chile) habían dictaminado que se quede varado ahí tras enfermarse en las Islas de Juan Fernández e impidiendo su viaje para entrevistarse con el Rey de España, pese a las garantías en Lima del marqués de Casa Calderón de que su viaje no tendría impedimentos. Este forzoso retorno a Lima, excusándose los españoles que peligraba su vida del cacique por su enfermedad, lo interpretó como otra de las intrigas políticas de los gachupines. También mencionando que su carta llegó gracias a que se encontró con Felipe Puicón y Mena (sobrino de don Toribio Tacuri), quien también iba de viaje a España.

### Final
Pese a su larga trayectoria, el éxito de Bustamante Inca en sus proyectos personales fue parcial, pues, aparte de serle denegada su reclamo al Marquesado de Oropesa, solo lograría mayormente garantizar algunas mercedes que beneficiaran económicamente a sus parientes más cercanos. Entre ellos estuvo mandar pensiones para su esposa Doña Andrea, y sus sobrinas huérfanas, a un valor de 730 pesos (el Rey de España había pedido que ella viajara para encontrarse con su esposo, pero eso nunca se daría, pese a que Bustamante estuvo casi 3 décadas esperándola, debido a que ella carecía de medios económicos para costoso viaje).

«[es] mui necesario que le libre desde esa corte la providencia de algún socorro, no solo para [...] su vestido y sustento, sino también para la decencia correspondiente a una señora esposa de una tan grande persona como vuestro señor»
Juan Buenaventura Ros, 12 de septiembre de 1749

Finalmente, fallecería el 2 de agosto de 1765, en la Parroquia San Martin Capilla de Nuestra Señora de Balvanera Madrid España, a la edad de 58 años. Se sabe que una de sus sobrinas aún recibía las pensiones de Juan Bustamante Inca tras fallecer, como reportaron la referencias de Alonso Carrió de la Vandera, incluso durando para fechas tan lejanas como 1799.